# Tramwaje we Florencji

Docelowa sieć tramwajowa we Florencji

Tramwaje we Florencji − system komunikacji tramwajowej działający we włoskim mieście Florencja. 

## Historia
Pierwsze tramwaje na ulice Florencji wyjechały 5 kwietnia 1879 roku. Tramwaje, które kursowały od 1879 roku były tramwajami konnymi i obsługiwały 7 linii. Zostały zastąpione w 1898 roku przez tramwaje 
elektryczne. W 1926 roku rozpoczęto powolną likwidację sieci tramwajowej, którą zakończono 20 stycznia 1958 roku. 
Ponownie tramwaje we Florencji uruchomiono 14 lutego 2010 roku na trasie od dworca kolejowego Santa Maria Novella do Villa Costanza o długości 7,4 km. Na trasie jest 14 przystanków. Linię oznaczono jako T1. 
Planowana jest budowa linii T2 i T3. Po wybudowaniu tych linii długość tras ma wynieść 29,5 km. Obecnie trwają prace nad budową drugiej linii – T2 (zielona), która ma połączyć lotnisko Peretola z Piazza della Libertà. Linia ma mieć długość 9 km i 19 przystanków. Trzecia linia (niebieska) ma mieć długość 4,5 km i 9 przystanków. Połączy ona szpital Careggi z Viale Strozzi. Po wybudowaniu tego odcinka planowane jest przedłużenie tej linii o 8,5 km do stacji kolejowej Rovezzano. Na tym odcinku ma znaleźć się 15 przystanków.

## Tabor
Do obsługi linii tramwajowej w firmie AnsaldoBreda zakupiono 17 tramwajów Sirio. Kupione tramwaje mają 32 m długości, 3,3 m wysokości i 2,4 m szerokości. W tramwaju mają 42 miejsca siedzące i 160 stojących. Codziennie na linię wyjeżdża 15 tramwajów, natomiast pozostałe dwa stanowią rezerwę. Do obsługi drugiej linii ma zostać zakupionych 20 tramwajów, a do obsługi pierwszego etapu linii niebieskiej 9. 